# 기원전 38세기
기원전 38세기는 기원전 3800년부터 기원전 3701년까지를 말한다.

## 사건
- 키프로스 소티라의 신석기 유적이 지진으로 붕괴됨.
- 기원전 3800년경: 아라비아 반도의 우바이드 문화가 돌연한 종말을 맞음.
- 기원전 3800년경 ~ 기원전 3600년경: 시리아의 나가르에서 이 시기의 무덤이 대규모 출토됨. 이 시기에 전쟁이 일어났을 가능성이 제기됨.
- 스페인 갈리시아주에서 둠베이트 고인돌이 건설됨.
- 원시 셈어의 붕괴.

## 년대와 년도
| 기원전 3800년대 | 전3809 | 전3808 | 전3807 | 전3806 | 전3805 | 전3804 | 전3803 | 전3802 | 전3801 | 전3800 |
| 기원전 3790년대 | 전3799 | 전3798 | 전3797 | 전3796 | 전3795 | 전3794 | 전3793 | 전3792 | 전3791 | 전3790 |
| 기원전 3780년대 | 전3789 | 전3788 | 전3787 | 전3786 | 전3785 | 전3784 | 전3783 | 전3782 | 전3781 | 전3780 |
| 기원전 3770년대 | 전3779 | 전3778 | 전3777 | 전3776 | 전3775 | 전3774 | 전3773 | 전3772 | 전3771 | 전3770 |
| 기원전 3760년대 | 전3769 | 전3768 | 전3767 | 전3766 | 전3765 | 전3764 | 전3763 | 전3762 | 전3761 | 전3760 |
| 기원전 3750년대 | 전3759 | 전3758 | 전3757 | 전3756 | 전3755 | 전3754 | 전3753 | 전3752 | 전3751 | 전3750 |
| 기원전 3740년대 | 전3749 | 전3748 | 전3747 | 전3746 | 전3745 | 전3744 | 전3743 | 전3742 | 전3741 | 전3740 |
| 기원전 3730년대 | 전3739 | 전3738 | 전3737 | 전3736 | 전3735 | 전3734 | 전3733 | 전3732 | 전3731 | 전3730 |
| 기원전 3720년대 | 전3729 | 전3728 | 전3727 | 전3726 | 전3725 | 전3724 | 전3723 | 전3722 | 전3721 | 전3720 |
| 기원전 3710년대 | 전3719 | 전3718 | 전3717 | 전3716 | 전3715 | 전3714 | 전3713 | 전3712 | 전3711 | 전3710 |
| 기원전 3700년대 | 전3709 | 전3708 | 전3707 | 전3706 | 전3705 | 전3704 | 전3703 | 전3702 | 전3701 | 전3700 |
| 기원전 3690년대 | 전3699 | 전3698 | 전3697 | 전3696 | 전3695 | 전3694 | 전3693 | 전3692 | 전3691 | 전3690 |